# 混在
| ウィキペディアには「混在」という見出しの百科事典記事はありません（タイトルに「混在」を含むページの一覧/「混在」で始まるページの一覧）。 代わりにウィクショナリーのページ「混在」が役に立つかもしれません。 |